# 來電轉駁
來電轉駁（也称作飞线）是一種電訊技術，容許一些電話網絡的用戶把來電轉移到其他指定的電話，然後在該指定的電話上和來電者通話。這種技術，網絡商一般以增值服務形式，或免費提供給用戶。

## 使用方法
來電轉駁可以在電話的功能表上設定，或以下列號碼以撥號形式發出。
在GSM/3GSM (UMTS)電話中。GSM標準定義了以下轉駁號碼 ：21800000

## 使用時機
來電轉駁能使用者更容易被其他人聯絡上。主要透過電話錄音機或留言服務，當然有些人不喜歡留言。除此以外，也可以轉駁到固網或同伴的電話上。
一些服務會提供國際來電轉駁服務，服務商給予客戶一個虚擬電話號碼該客戶轉駁到其他國家的電話上。

## 撥號代碼

### 北美洲
只有在線路忙碌、無人接聽或僅接受特定號碼的情況下，才能啟用特殊類型的呼叫轉發。在北美洲，北美地區電話號碼計劃（NANP）通常使用以下垂直服務代碼來控制呼叫轉發：
| 轉發服務                       | 啟用                          | 停用 | 號碼更改 |
| ------------------------------ | ----------------------------- | ---- | -------- |
| 所有呼叫                       | *72 *72[1+號碼]（某些大城市） | *73  |          |
| 線路忙碌或無人接聽             | *68                           | *81  |          |
| 特定來電者                     | *63                           | *81  |          |
| ISDN線路                       |                               |      | *56      |
| 用戶可自行設定的功能（如有）： |                               |      |          |
| 線路忙碌                       | *90                           | *91  | *41      |
| 無人接聽                       | *92                           | *93  | *611     |

Sprint Nextel 手機公司使用以下代碼：
| 轉發服務           | 啟用          | 停用 |
| ------------------ | ------------- | ---- |
| 線路忙碌或無人接聽 | *28[號碼]     | *38  |
| 線路忙碌           | *74[號碼]     | *740 |
| 無人接聽           | *73[號碼]     | *730 |
| 立即轉發           | *724704732775 | *720 |

- 截至2012年1月， Sprint 對無條件呼叫轉發收取每分鐘20分錢的費用；條件呼叫轉發則包括在內。[2]
- 一些運營商（包括 Verizon Wireless）使用*71作為有條件轉發，儘管這不是標準的。[3]
- 有時，要停用呼叫轉發，可以在手機上使用*720。[來源請求]

### 歐洲
大多數歐盟固定電話運營商都使用以下代碼，基於20世紀70年代開發的CEPT和ETSI標準，適用於POTS和ISDN線路。 （可能會有一些變化，但無條件的代碼*21*在歐盟電話線路上普遍標準。） 所有歐洲服務代碼的一般語法始終遵循以下模式：
| 轉發服務   | 激活                               | 取消和保留   | 恢復         | 狀態           |
| ---------- | ---------------------------------- | ------------ | ------------ | -------------- |
| 如果忙碌   | *69*[電話號碼]# 或 *67*[電話號碼]# | #69# 或 #67# | *69# 或 *67# | *#69# 或 *#67# |
| 如果未接聽 | *61*[電話號碼]#                    | #61#         | *61#         | *#61#          |

### 移動（手機）電話
對於GSM/3GSM（UMTS）手機，GSM標準定義了以下轉發非結構化補充服務數據。這些是由ETSI開發的，基於標準歐洲轉接代碼，類似於歐盟大多數固定電話上使用的代碼：
| 轉發服務                                 | 激活             | 取消和解除註冊 | 取消和保留 | 狀態                   | 恢復       |
| 無條件轉發                               | 無條件轉發       | 無條件轉發     | 無條件轉發 | 無條件轉發             | 無條件轉發 |
| ---------------------------------------- | ---------------- | -------------- | ---------- | ---------------------- | ---------- |
| 所有呼叫                                 | *21*[電話號碼]#  | ##21#          | #21#       | *#21#                  | *21#       |
| 有條件轉發                               |                  |                |            |                        |            |
| 如果忙碌                                 | *67*[電話號碼]#  | ##67#          | #67#       | *#67#                  | *67#       |
| 如果未接聽（有關自定義延遲，請參閱下文） | *61*[電話號碼]#  | ##61#          | #61#       | *#61# （包括時間延遲） | *61#       |
| 如果不在服務範圍內                       | *62*[電話號碼]#  | ##62#          | #62#       | *#62#                  | *62#       |
| 所有轉發                                 | *002*[電話號碼]# | ##002#         | #002#      | *#002#                 | *002#      |
| 所有有條件轉發                           | *004*[電話號碼]# | ##004#         | #004#      | *#004#                 | *004#      |

如果轉發命令的前綴是"**"（而不是通常的"*"），則該命令中的電話號碼已在網絡中註冊。 如果之後使用單一"#"命令停用轉發，則稍後將可以使用不帶電話號碼的簡單"*"命令再次啟用此轉發。轉發將重新激活到網絡中註冊的號碼。 例如，如果在轉發命令中使用了"**62*7035551212#"：
**62*7035551212#
之後停用轉發：
#62#
那麼稍後將能夠再次啟用未接觸到的轉發，而不需指定號碼：
*62#
在上述命令之後，當電話不在範圍內時，所有呼叫都將轉發到7035551212。 可以將該功能激活到網絡中註冊的號碼之外，仍然保留註冊的號碼供以後使用。 例如，發出以下命令：
*62*7185551212#
將導致呼叫轉發到7185551212（而不是註冊號碼7035551212）。 但是，如果稍後發出命令：
*62#
那麼呼叫將再次轉發到註冊號碼7035551212（而不是上一個轉發命令中的號碼7185551212）。

## 用途
轉接來電可以提高接聽者的可及性。主要的替代方案是語音信箱或語音郵件，但一些來電者不希望留下錄音訊息，而希望進行雙向對話。
一些企業發現人性化的服務可以改善聯絡，因此提高銷售，但傳統的有線接聽服務成本較高，因此他們將來電轉接至呼叫中心，以便客戶可以聯絡到操作員，而不是語音信箱或語音郵件。在有轉接功能之前，商業的接聽服務需要實際連接每一條提供非辦公時間回應的電話線路；這需要他們的辦公室位於當地的中央交換所附近，並由一個龐大的多對電話線路供應，其中為每個客戶訂閱者存在一對單獨的電話線路。有了轉接功能，就不需要實際連接到客戶的主要電話服務，而只需在工作日結束時轉接至接聽服務（通常使用直接內撥撥號號碼）。
通常，一個大城市的市郊區從同一城市的對立市郊交換所打出的長途電話是收費的，即使這些市郊區對該城市中心都是本地電話。因此，位於這種市郊區的企業可能會受益於獲得市區號碼作為“擴展號碼”，並永久轉接到他們的地理市區號碼。
在無限本地通話是按固定費率收費，而長途通話每分鐘收費較高的情況下，市區號碼的更寬本地通話區域代表商業優勢。萬錦市（多倫多正北）對密西沙加（多倫多正西）來說是長途通話。使用轉接的萬錦市企業可以接收到來自多倫多整個本地通話區域的來電，而不需支付長途費（因為兩段，密西沙加→多倫多和多倫多→萬錦市，都是本地電話）。
一些服務提供國際來電轉接，為客戶分配一個本地虛擬電話號碼，將其轉接到任何其他國際目的地。這個號碼永久轉接，並且沒有關聯的電話線路。為了在另一個城鎮或地區獲得業務號碼，遠程來電轉接計劃通常比外匯線便宜得多，但比使用VoIP獲得所選城市的本地號碼要昂貴。
來電轉接也可以幫助沒有國際手機計劃且希望在國外繼續接收VoIP語音郵件的旅行者。

## 外部連結
- 來電轉駁使用指南